# Espotting
Espotting var ett sökmotorföretag som grundades i London 2000. Tillsammans med Goto.com (som sedan blev Overture och senare Yahoo! Search Marketing) var Espotting pionjärer inom sökmarknadsföring och sponsrade länkar.
Espotting var också först av de internationella sponsrade länkar-nätverken att öppna kontor i Sverige, men Yahoo och Google följde efter.
2004 gick så Espotting samman med amerikanska FindWhat.com och bildade ett nytt sökföretag som 2005 ändrade namn till MIVA.
2005 köpte Eniro Espottings skandinaviska verksamhet och tog över kunder och partners.